# Сарма (печера)
Сарма  (груз. სარმის მღვიმე)  — печера на Західному Кавказі, третя за глибиною печера світу. Розташована у гірському масиві Арабіка в Абхазії.

Фізична карта Абхазії

Відкрито в 1990 році Сергієм Шипіциним. Вхідний отвір являє собою невелику щілину з дуже потужною тягою холодного повітря. Через це печера отримала назву (Сарма — вітер на озері Байкал). Вхід в печеру розташований на висоті близько 2150 м над рівнем моря. Карстова печера субвертикального типу, являє собою низку колодязів, з'єднаних між собою перелазами та галереями.
У різні роки багато спелеологів брали участь у відкритті та проходженні цієї печери. В основному це були спелеологи із Красноярська та Іркутська.
Умовно будову печери можна розділити на три рівні: верхній, середній і нижній. Верхній рівень починається від входу в печеру і простягається до нижньої точки колодязя «Чемпіон» (глибина 420 м).
Середній ярус печери починається від колодязя «Чемпіон» і простягається до протяжного звивистого ходу печери під назвою «Довгий» (глибина 900 м). Нижню частину печери заповнюють численні перелази і зали від глибини 900 м до нижньої точки дослідженої території (1830 м). Печера Сарма являє собою одну з найглибших і найкрасивіших печер світу. Досліджені глибини становлять велику цінність для світової спелеології.

## Фауна
В печері знайдено два види стигобіонтних амфіпод: Zenkevitchia sandroruffoi, які мешкають на глибинах не більше -350 м і зустрічається і інших печерах східної Арабіки, в печері Трійка (на позначці -30 м) і в печері Орлине гніздо (-75 м), а також Adaugammarus pilosus, яка населяє водні біотопи в глибокій частині печери (позначки -1270 м і -1700 м).